# Johann Heinrich Röding

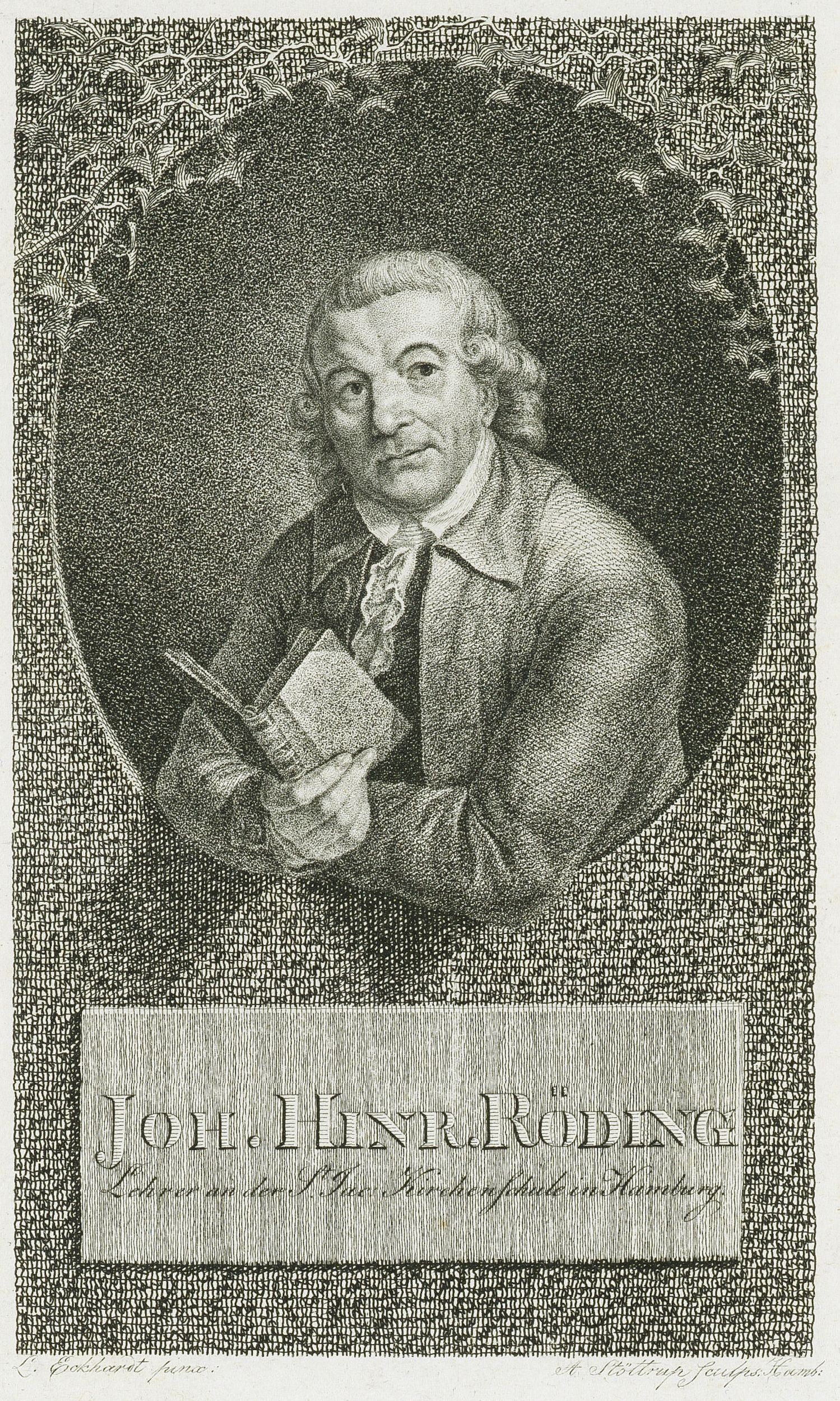
Kupferstich von Andreas Stöttrup

Johann Heinrich Röding, auch Johann Hinrich Röding (* 20. November 1732 in Hamburg; † 27. Dezember 1800 ebenda) war ein deutscher Pädagoge und Dichter.

## Leben
Johann Heinrich Röding wurde kurz nach dem Tod seines Vaters geboren; seine Mutter Anna Magdalena heiratete 1733 den Schneider Johann Daniel Schubart. Röding genoss keine akademische Ausbildung. Er wurde einfacher Schullehrer, zunächst ab 1750 in einer Dorfschule im Alten Land, dann ab 1755 in Tellingstedt in Dithmarschen. 1763 kam er als Lehrer an der Gemeindeschule der Hauptkirche Sankt Jacobi zurück nach Hamburg. In diesem „bescheidenen Amte“ blieb er bis an sein Lebensende.
Durch seine ab 1768 veröffentlichten Gedichte (ein Sammelband Vermischte Gedichte umfasste allein von 1768 bis 1773 80 Einzeldrucke) und Jugendschriften in Prosa wie in Versen wurde er bald regional bekannt. Er verfasste zahlreiche Gelegenheitscarmina auf Hochdeutsch und in plattdeutscher Sprache. In Prosa schrieb er Andachtsbücher und vielbändige Zeitschriften für die Jugend. Mehrere seiner geistlichen Gesänge wurden in Anthologien aufgenommen, das Passionslied Sein Kampf war nun geendet auch in das Gesangbuch der Evangelischen Landeskirche in Württemberg. Carl Philipp Emanuel Bach vertonte einige seiner Gedichte und benutzte Worte von Röding 1787 für die Kantate zur Einführung des Hauptpastors an St. Petri Heinrich Julius Willerding.
1777 wurde er zum (Ehren)-Mitglied der  Fürstlich Anhaltischen deutschen Gesellschaft in Bernburg ernannt. Ebenso war er Ehrenmitglied der Herzoglichen deutschen Gesellschaft in Helmstedt
Seit 1757 war er verheiratet mit der zuvor verwitweten Catharina Engel Ricker, geb. Stamer. Von den vier Söhnen des Paares wurde Peter Friedrich Röding am bekanntesten.
Von Röding stammt eine Fassung des Anfang des im 19. Jahrhundert beliebten Liedes Auf Hamburgs Wohlergehn.

## Werke
Ein umfangreiches, wohl vollständiges Werkverzeichnis findet sich im Lexikon der hamburgischen Schriftsteller.
- Leseblatt für die Jugend: wovon man in deutschen Schulen Gebrauch machen kann. urn:nbn:de:bsz:16-diglit-290413
- Lieder über den Katechismus, nebst Gebeten für Kinder. Hamburg 1772, 4. Auflage 1797
- Die Leidens-Geschichte Jesu mit untermengten Betrachtungen und Liedern. Hamburg 1773
- Hamburgisches Wochenblatt für Kinder. Hamburg: Reuß 1775–1777
- Der großmüthige Bauernknabe: Ein Spiel für Kinder. Hamburg: Reuß 1777 (Digitalisat)
- Der schuldlose Knabe: Ein Spiel für Kinder. Hamburg: Reuß 1777
- Ein Liedlein dem Herrn Asmus zur Danksagung gesungen fürs Lied vom Reiffen, 1780. Weihnachten. [Hamburg]: Schwarz [1780]
- Vermischte Gedichte für jugendliche Leser. Hamburg: Hoffmann 1783 (Digitalisat)
- Gedichte. Hamburg: Bruns 1789 (Digitalisat)
- Vorschriften für Schreib-Schüler. Hamburg 1792 (Digitalisat)